# ابراهیم کریمی (فیزیک‌دان)

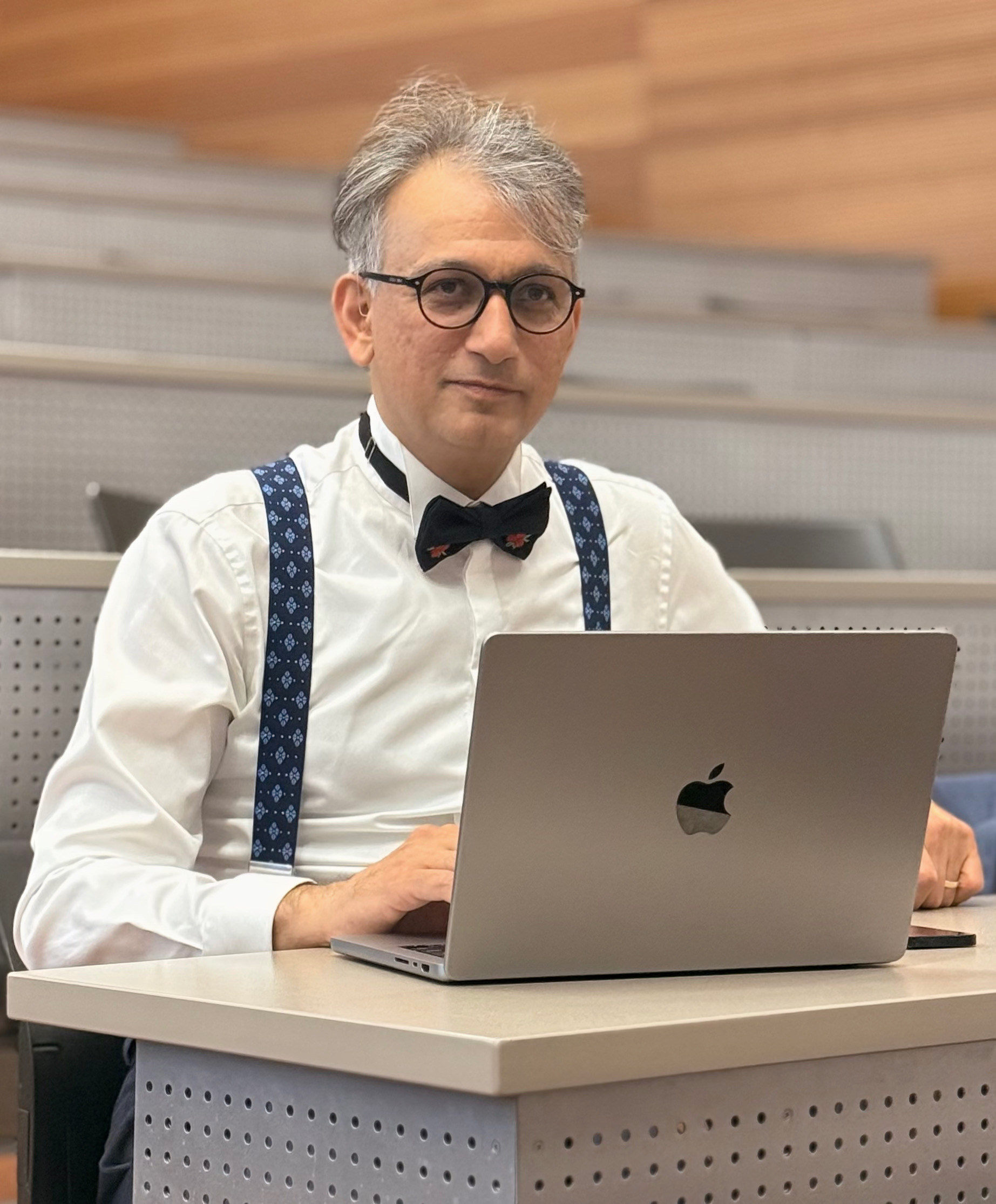
ابراهیم کریمی

ابراهیم کریمی (متولد ۱۳۵۷ در سقز، استان کردستان) (کردی: Îbrahîm Kerîmî‎) (به انگلیسی: Ebrahim Karimi) دانشمند کوانتومی در دانشگاه اتاوا و دانشگاه چپمن است. او صاحب کرسی پژوهشی کانادا (Canada Research Chair) در زمینه امواج ساختاریافته و ارتباطات کوانتومی است.

## زندگی‌نامه
کریمی در خانواده‌ای کرد در شهر سقز، واقع در استان کردستان ایران، متولد شد. کریمی در بحبوحه جنگ ایران و عراق در دهه ۶۰ بزرگ شد و تحصیلات اولیه خود را در زادگاهش سقز به پایان رساند و مدرک دیپلم خود را از دبیرستان اقبال لاهوری دریافت کرد، و پس از آن در سال ۱۳۷۶ به دانشکده فیزیک دانشگاه کرمان پیوست و مدرک کارشناسی خود را در سال ۱۳۸۰ دریافت کرد. او در کنکور سراسری دانشگاه‌های ایران رتبه هجدهم را کسب کرد و تحصیلات تکمیلی خود را در گروه فیزیک دانشگاه تحصیلات تکمیلی علوم پایه زنجان (IASBS) آغاز کرد. بعدها، او تمرکز تحقیقاتی خود را تغییر داد و زیر نظر یوسف ثبوتی، پایان‌نامه خود را با موضوع «مطالعه سرمایش لیزری و به تله انداختن اتم‌های خنثی» تکمیل کرد و مدرک کارشناسی ارشد خود را در سال ۱۳۸۲ در رشته اپتیک دریافت نمود. در این مدت، او همچنین در زمینه اپتیک تکینی (Singular Optics) با محمدتقی توسلی و حمیدرضا خالصی فرد همکاری داشت. او سپس دورهٔ سربازی خود را به مدت ۳ سال در دانشگاه کردستان در سمت مدرس گذراند. در سال ۲۰۰۹، او دکترای خود را از دانشگاه فدریکو دوم (ناپل)، تحت نظارت لورنزو ماروچی و انریکو سانتاماتو، دریافت کرد و جایزه بهترین پایان‌نامه دکترا را برای کار خود در زمینه «تکانه زاویه‌ای و اوربیتالی نور و کاربردهای آن در اطلاعات کلاسیک و کوانتومی» دریافت کرد. پس از اتمام دکترا، او به عنوان پژوهشگر پسادکترا با ماروچی و سانتاماتو در ناپل مشغول به کار شد. در سپتامبر ۲۰۱۲، او به عنوان پژوهشگر پسادکترا به گروه اپتیک کوانتومی رابرت دبلیو بوید در دانشگاه اتاوا پیوست و در سال ۲۰۱۵ استادیار فیزیک در اتاوا و در سال ۲۰۲۰ دانشیار شد و هم‌اکنون استاد تمام در دانشگاه چپمن است. در سال ۲۰۲۳ او دریافت کننده مدال یادبود رادرفورد از انجمن سلطنتی کانادا بود.

## کار
در سال ۲۰۱۹، تیم کریمی در دانشگاه اتاوا با موفقیت اولین شبیه‌ساز کوانتومی حلقه‌ای را توسعه داد و راه‌اندازی کرد. این شبیه‌ساز به‌طور خاص برای مدل‌سازی سیستم‌های کوانتومی چرخه‌ای (حلقه‌ای شکل) طراحی شده بود. این تیم در این آزمایش از فوتون‌های منفرد - کوانتوم نور - برای شبیه‌سازی رفتار کوانتومی الکترون‌ها در حلقه‌هایی متشکل از تعداد متغیری از اتم‌ها استفاده کرد. نتایج تجربی نشان داد که فیزیک حاکم بر سیستم‌های حلقه‌ای شکل اساساً با فیزیک سیستم‌های خطی (خطی شکل) متفاوت است.

## افتخارات و جوایز
- ۲۰۲۰: جایزه هرزبرگ در فیزیک
- ۲۰۲۳: مدال یادبود رادرفورد، برای دستاوردها در علم و فناوری کوانتومی

### بورسیه‌ها
- ۲۰۱۸: عضو افتخاری اپتیکا[۱۲]
- ۲۰۱۹: جایزه پژوهشگر مهمان از مؤسسه ماکس پلانک برای علوم نور[۱۵]
- ۲۰۲۲: بورسیه آرتور بی. مک‌دونالد از شورای تحقیقات علوم طبیعی و مهندسی کانادا